# Ascó
Ascó település Spanyolországban, Tarragona tartományban. Ascó Riba-roja d'Ebre, Flix, Vinebre, Garcia, Móra d’Ebre, La Fatarella és Corbera d'Ebre községekkel határos. Lakosainak száma 1608 fő (2024).

## Népesség
A település népessége az elmúlt években az alábbi módon változott:
| Lakosok száma | 530  | 2499 | 1953 | 1862 | 1883 | 1601 | 1634 | 1654 | 1660 | 1608 |
|               | 1717 | 1900 | 1940 | 1960 | 1986 | 2005 | 2010 | 2014 | 2019 | 2024 |